# Spektakelstück
Mit Spektakelstück bezeichnete man im 19. Jahrhundert zur Hauptsache Melodramen (mélodrame à grand spectacle) und Pantomimen mit großem Personal- und Ausstattungs-Aufwand wie etwa die „Pferdekomödie“, mit denen manchmal die Grenze zur Zirkusveranstaltung überschritten wurde. Ein Zentrum des deutschsprachigen Spektakelstücks war das Theater an der Wien aufgrund seiner großen Bühne und fortschrittlichen Technik. Viele Spektakelstücke am Anfang des 19. Jahrhunderts hatten Sujets aus der Ritterzeit wie etwa das durch Franz Schuberts Bühnenmusik erhalten gebliebene Melodram Die Zauberharfe (1820). Lange Zeit beliebt war das Spektakelstück Der Hund des Aubry (1814).
Vom Standpunkt eines literarischen Theaters aus hatte der Begriff einen abschätzigen Klang. Er bezeichnete Aufführungen mit Aufzügen, Kämpfen, Tänzen, Feuerwerk, die auf ein Publikum mit niedrigem Bildungsniveau ausgerichtet waren. Vorbilder waren die Theater am Pariser Boulevard du Temple sowie die privaten Londoner Bühnen wie das Drury-Lane-Theater. Die meisten Theatralisierungen des Fauststoffs waren Spektakelstücke, wie stets noch das New Yorker The Black Crook (1866). In der Absicht, „deutsche“ Literaturprodukte aufwerten zu wollen, mischte sich die Abwehr gegen das Spektakelstück im deutschen Sprachgebiet oft mit einer nationalistischen Haltung. Nach dem Allgemeinen Theaterlexikon (1846) von Karl Herloßsohn sei das Spektakelstück auf die „Masse des halbgebildeten Publikums berechnet“.
Häufig wurde der Ausdruck auch ironisch verwendet, so im Untertitel von Franz Graf von Poccis Blaubart (1845): „ein furchtbares Spektakelstück aus dem finstern Mittelalter in drei Aufzügen“.